# Emil Gilels
Emil Gilels (rusky Эмиль Григорьевич Гилельс, Emil Grigorjevič Gilels; 19. října 1916, Oděsa – 14. října 1985, Moskva) byl ruský klavírista, se Svatoslavem Richterem nejvýznamnější sovětský klavírista své generace.

## Život
Studoval v Oděse a v Moskvě, roku 1933 získal první cenu na nové sovětské hudební soutěži, roku 1938 zvítězil v soutěži Concours Musical Reine Elisabeth v Bruselu, jíž se účastnil mimo jiné i Arturo Benedetti Michelangeli. Sergej Prokofjev mu roku 1942 věnoval svou osmou klavírní sonátu, kterou Gilels premiéroval. Emil Gilels měl velmi široký repertoár sahající od baroka až ke 20. století, v jeho středu stála díla vídeňských klasiků a německých romantiků.